# Worf
Worf es un personaje ficticio en la serie Star Trek: La nueva generación y Star Trek: Espacio profundo nueve. También aparece en la película Star Trek VI: Aquel país desconocido en el papel de un antepasado suyo. Es un klingon huérfano, que fue criado por humanos en la Tierra. De personalidad impulsiva al comienzo y mucho más sabia con el paso del tiempo, Worf es muy respetuoso de las tradiciones klingon. El personaje es interpretado por el actor Michael Dorn.
Worf nació en 2340 en el planeta Klingon, siendo hijo de Mogh. Cinco años más tarde, sus padres se trasladaron a la colonia Khitomer. Los padres de Worf murieron durante un ataque por sorpresa de los romulanos en el puesto de avanzada de Khitomer. La llamada de auxilio de la colonia fue contestada por la nave de la Federación USS Intrepid. El suboficial Sergey Rozhenko encontró a Worf entre los escombros y se lo llevó tras no encontrar ningún pariente vivo. Rozhenko y su esposa Helena se establecieron con Worf en una pequeña granja en la colonia del planeta Gault, un mundo de unos 20.000 habitantes, casi todos ellos humanos.
En 2357, Worf ingresó en la Academia de la Flota. Se graduó en 2361, con el rango de alférez, convirtiéndose en el primer oficial klingon de la Flota Estelar. A pesar de que Worf siente un inmenso orgullo y un alto sentido del honor por servir en la Flota Estelar, la mayoría de los otros klingon han rechazado y menospreciado su elección. En 2359, se involucró brevemente en una relación amorosa con K'Ehleyr que era la hija de un padre klingon y una madre humana. De esta relación nació Alexander
Worf no tomó el apellido Rozhenko, prefiriendo ser conocido por su nombre Klingon "Worf, hijo de Mogh". Sin embargo, su hijo Alexander Rozhenko, que fue criado por sus abuelos después de que su madre murió, hizo uso de este apellido. A pesar de que Worf fue criado por humanos, se consideraba un klingon de corazón y estudió las costumbres de su pueblo.
A principios de 2373, Worf inició una relación, que culminó en matrimonio en 2374, con la oficial científica de Espacio Profundo 9 Jadzia Dax, que era trill. Ella estaba familiarizada con las costumbres klingon, debido a la experiencia del anfitrión anterior del simbionte Curzon Dax. Fue la primera mujer que no era klingon con la que Worf podría compartir una relación física a la manera tradicional klingon. Jadzia fue asesinada por un alienígena que ocupa el cuerpo de Gul Dukat, en el templo bajorano de la estación Espacio Profundo 9. En 2375, Worf encabezó una misión para destruir un astillero del Dominio y dedicó esta misión a su difunta esposa Jadzia Dax, a fin de garantizar su entrada en el Sto-Vo-Kor el reino de los muertos honrados.
Worf es el primer klingon que aparece en Star Trek como personaje principal. Ha aparecido en más episodios de Star Trek que cualquier otro personaje. Junto con Miles O'Brien, son los dos únicos personajes habituales en más de una serie de Star Trek. Otro punto destacable de Worf es que es el primer klingon en asistir a la Academia de la Flota Estelar.

## Las tradiciones klingon
A lo largo de las distintas series, se incrementa la importancia que los rituales klingon tienen en la vida de Worf. Entre los más importantes se encuentran: 
- Despedida de los moribundos: un klingon abre los ojos a otro que está muriendo y lo mira directamente hasta el momento mismo de la muerte. En ese instante mirando hacia el cielo realiza un fuerte grito gutural; de esta manera la muerte puede prepararse para recibir un espíritu klingon.
- Ascensión: a determinada edad el klingon debe superar una prueba de valentía al resistir gran dolor, debe pasar por un camino rodeado de klingons que le pican con bastones eléctricos. Esta prueba marca el paso a la vida adulta.
- Unión: es una especie de hermanamiento con otros seres, klingon o no. Cuando un klingon muere en una misión, sus hijos pasan a ser hermanos del klingon que comandaba esa misión.